# Acontia apatelia
Acontia apatelia är en fjärilsart som beskrevs av Swinhoe 1907. Acontia apatelia ingår i släktet Acontia och familjen nattflyn. Inga underarter finns listade i Catalogue of Life.